# Anastassia Sivatchenko
Anastassia Aleksandrovna Sivatchenko (en russe : Анастасия Александровна Сиваченко) est une ancienne joueuse de volley-ball russe née le 11 décembre 1986. Elle mesure 80 m et jouait au poste de libero. 

## Clubs
| Club          | De        | À         |
| ------------- | --------- | --------- |
| Spartak Omsk  | 2002-2003 | 2008-2009 |
| Omitchka Omsk | 2009-2010 | 2011-2012 |